# Art baroque savoyard

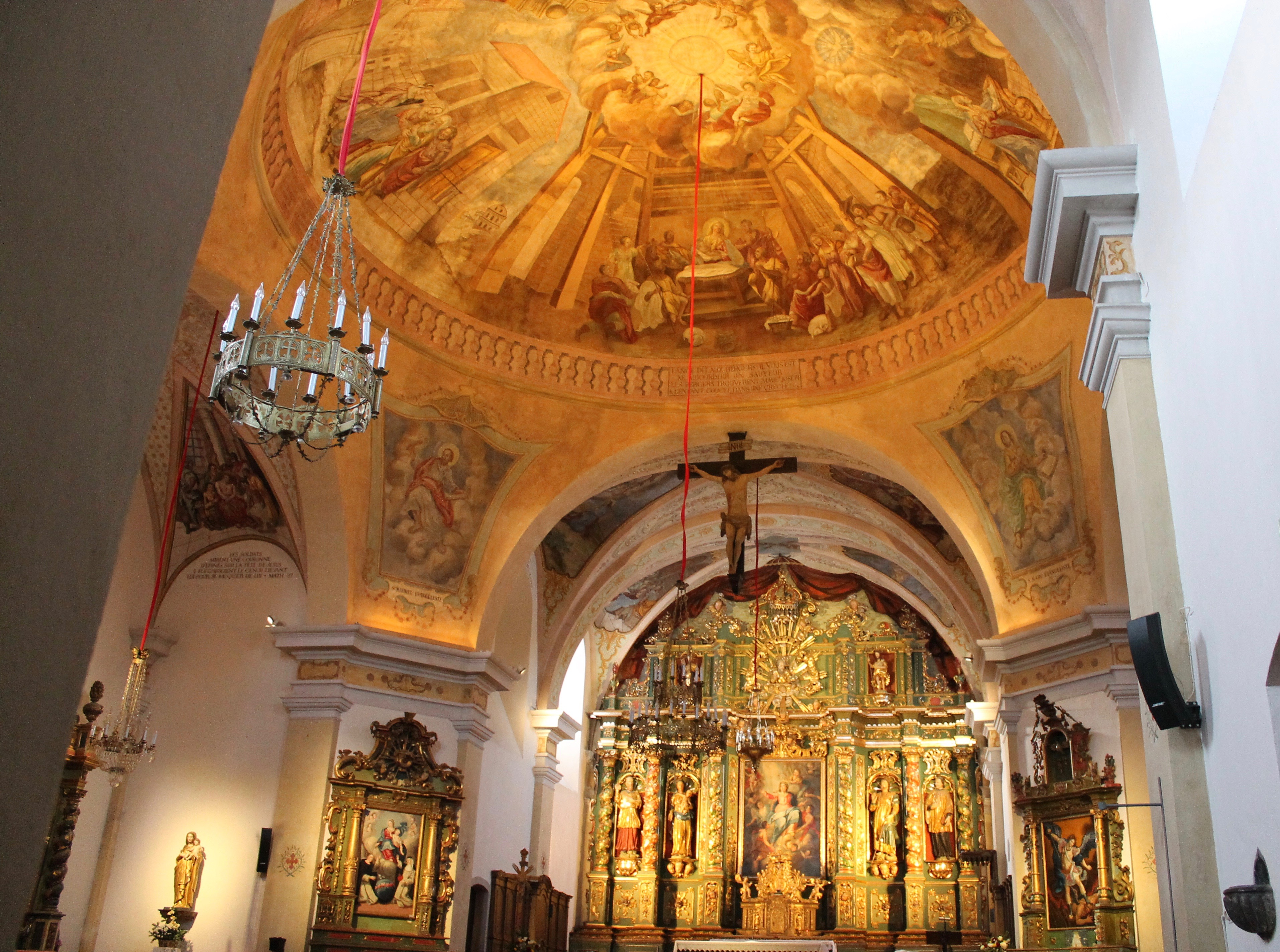
Nef, chœur et croisée du transept de l'église Notre-Dame-de-l'Assomption de Cordon (1781-1785).

L'art baroque savoyard est une forme régionale d'art baroque, qui s'est développé dans l'ancien duché de Savoie, à partir du milieu du XVIe siècle jusqu'à la seconde moitié du XVIIIe siècle.
Ce style se rencontre plus particulièrement dans les églises des hautes-vallées rurales, à travers la peinture et la sculpture, notamment autour des retables, plus qu'à travers l'architecture proprement dite. Ce mouvement connaît un véritable dynamisme dans les églises de Savoie entre 1650 et 1770, où l’« on baroquise [surtout] à la hâte des églises anciennes ». Certains hôtels particuliers, édifiés durant cette période dans les bourgs, peuvent contenir une « profusion d’aménagements de détail, portails, ferronneries ». Dans la seconde moitié du XVIIIe siècle, la Savoie voit ensuite l'avènement du néoclassique qualifié de « sarde ».

## Historique
Le duché de Savoie est occupé depuis 1536 pour sa partie nord (Chablais, Faucigny, nord du Genevois) par les troupes protestantes bernoises. Le culte réformé s'établit ainsi en Savoie. En 1564 et 1569, par les traités de Lausanne, puis de Thonon, le duc Emmanuel-Philibert de Savoie abandonne ses prétentions sur Genève, passé à la Réforme, afin de recouvrir une partie de ses États,.
À partir du XVIIe jusqu'au XVIIIe siècle environ, le duché de Savoie, terre alpine par excellence, État d'une dynastie prestigieuse et carrefour imposé pour tout voyageur de l'époque, connut une effervescence artistique très importante. L'art baroque et plus particulièrement l'art baroque savoyard est né des conditions géographiques d'une part et des influences de métiers d'autre part. Les hommes de métiers que sont les maçons, les charpentiers, les sculpteurs et les peintres, pour ne citer qu'eux, furent formés à de nombreuses techniques issues de toute l'Europe. Les chantiers étant espacés aux quatre coins de la Savoie mais également extérieurs parfois aux vallées alpines, les artisans et artistes de ce temps ont dû s'adapter aux conditions concrètes de leur espace de travail et des influences environnantes.
L'art baroque savoyard est une synthèse de techniques diverses et variées, empruntées à de nombreuses écoles européennes[réf. souhaitée]. Les États italiens voisins, comme l'Empire germanique, les royaumes de France et d'Espagne, ont apporté une part significative à cet art qui sut se suffire à lui-même pour s'émanciper et constituer à son tour un style bien à part.
Dans le cadre du label « Villes et Pays d'Art et d'Histoire », la Fondation Facim, en lien avec le Conseil général de Savoie, a mis en place le circuit les chemins du baroque à travers les hautes vallées de la Tarentaise, de la Maurienne, ainsi que du Beaufortain et du Val d'Arly, rassemblant 80 édifices, comme des églises, des chapelles ou encore des oratoires,.

## Édifices baroques de Savoie
Présentation de la liste des édifices, principalement religieux (églises, chapelles), ayant adopté tout ou partie un style baroque.
| Nom de l'édifice                                                                | Nom de la commune (n⁰ du département) | Date / période                                                                           | Classement (MH)             | Illustration |
| ------------------------------------------------------------------------------- | ------------------------------------- | ---------------------------------------------------------------------------------------- | --------------------------- | ------------ |
| Église Saint-Martin de Villargerel                                              | Aigueblanche (73)                     | 1682,                                                                                    | Classé MH (1943)            |              |
| Chapelle Saint-Sigismond d'Aime                                                 | Aime-la-Plagne (73)                   | XIIIe siècle/XIVe siècle                                                                 |                             |              |
| Église Saint-Barthélemy                                                         | Aime-la-Plagne (Granier) (73)         | XVIe siècle, chœur reconstruit au XVIIe siècle                                           |                             |              |
| Basilique Saint-Martin d'Aime (intérieur)                                       | Aime-la-Plagne (73)                   | XIe siècle,                                                                              | Classé MH (1875)            |              |
| Église Saint-Jacques de Longefoy                                                | Aime-la-Plagne (73)                   | Retable baroque                                                                          |                             |              |
| Chapelle Saint-Jean-Baptiste du Villaret (Montgirod)                            | Aime-la-Plagne (73)                   | avant 1697                                                                               |                             |              |
| Notre-Dame-de-l'Assomption ou Saint-Grat de Conflans                            | Albertville (Conflans) (73)           | 1701,                                                                                    | Inscrit MH (1989)           |              |
| Église Saint-Martin (Retable, décorations)                                      | Les Allues (73)                       | XIIe siècle                                                                              |                             |              |
| Église Saint-François                                                           | Annecy (74)                           | XVIIe siècle                                                                             | Inscrit MH (1952)           |              |
| Église Notre-Dame-de-l'Assomption                                               | Aussois (73)                          | 1648,                                                                                    |                             |              |
| Église Saint-Thomas-Becket                                                      | Avrieux (73)                          | deuxième moitié du XVIIe siècle, XVIIIe siècle                                           | Classé MH (1989)            |              |
| Chapelle Notre-Dame-des-Neiges                                                  | Avrieux (73)                          | XVIIe siècle et du début du XVIIIe siècle                                                | Classé MH (1989)            |              |
| Chapelle Saint-Benoît                                                           | Avrieux (73)                          | XVe siècle                                                                               | Classé MH (1989)            |              |
| Église Saint-Maxime                                                             | Beaufort (73)                         | agrandie entre 1608 et 1670                                                              |                             |              |
| Église Saint-Jean-Baptiste d'Arêches                                            | Beaufort (73)                         | Mobilier 1660-1727                                                                       |                             |              |
| Église Notre-Dame-de-l'Assomption                                               | Bellevaux (74)                        | « réminescences baroques marquées »                                                      |                             |              |
| Église Saint-Martin de Saint-Martin-de-Belleville                               | Les Belleville (73)                   | 1650-1750                                                                                |                             |              |
| Chapelle de Notre-Dame-de-la-Vie de Saint-Martin-de-Belleville                  | Les Belleville (73)                   | 1633-1680,                                                                               | Classé MH (1949)            |              |
| Église Saint-Jean-Baptiste                                                      | Bessans (73)                          | fresques du XVIe siècle                                                                  | (clocher) Inscrit MH (1947) |              |
| Chapelle Saint-Grat de Vulmix                                                   | Bourg-Saint-Maurice (73)              | XVe siècle                                                                               |                             |              |
| Église Saint-François-de-Sales                                                  | Bozel (73)                            | 1732-1755                                                                                |                             |              |
| Chapelle Notre-Dame-de-Tout-Pouvoir                                             | Bozel (73)                            | 1741,                                                                                    |                             |              |
| Église Notre-Dame                                                               | Chambéry (73)                         | 1599-1646                                                                                | Classé MH (1996)            |              |
| Sainte-Chapelle du château des ducs de Savoie                                   | Chambéry (73)                         | Plaquée en 1665 sur une façade gothique                                                  |                             |              |
| Église Saint-Maurice                                                            | Chamousset (73)                       | Reconstruite entre 1714 et 1760 (style composite mais qui se rattache au baroque tardif) | Classé MH (1950)            |              |
| Église Saint-Étienne                                                            | Châteauneuf (73)                      | 1707 et 1724                                                                             |                             |              |
| Église Saint-Sigismond                                                          | Champagny-en-Vanoise (73)             | vers 1648                                                                                |                             |              |
| Église Saint-Martin                                                             | Les Chapelles (73)                    | 1681-1686                                                                                |                             |              |
| Chapelle Saint-Antoine de Picolard (hameau)                                     | Les Chapelles (73)                    | Retable (1702)                                                                           |                             |              |
| Église Saint-Nicolas                                                            | Combloux (74)                         | 1702/1704                                                                                | Classé MH (1971)            |              |
| Église de la Sainte-Trinité                                                     | Les Contamines-Montjoie (74)          | 1759                                                                                     |                             |              |
| Chapelle Notre-Dame-de-la-Gorge                                                 | Les Contamines-Montjoie (74)          | 1707-1728, puis restaurée après 1838,                                                    |                             |              |
| Église Notre-Dame-de-l'Assomption                                               | Cordon (74)                           | 1781-1785,                                                                               | Classé MH (1994)            |              |
| Église Saint-Maurice                                                            | École (73)                            | 1780-1781,.                                                                              |                             |              |
| Église Saint-Eusèbe                                                             | Feissons-sur-Isère (73)               | Retable 1698                                                                             |                             |              |
| Église Saint-Maurice                                                            | Feissons-sur-Salins (73)              | reconstruite au XVIIIe siècle                                                            |                             |              |
| Église Notre-Dame-de-l'Assomption                                               | Fontcouverte-la-Toussuire (73)        | 1720                                                                                     | Inscrit MH (1990).          |              |
| Chapelle Notre-Dame-de-la-Salette (Le Villaret)                                 | Fontcouverte-la-Toussuire (73)        | Reconstruite en 1742                                                                     | Classé MH (1992)            |              |
| Église Saint-Étienne                                                            | Hautecour (73)                        | vers le XVIIe siècle (1621-1687)                                                         |                             |              |
| Église Saint-Jacques-d'Assyrie                                                  | Hauteluce (73)                        | 1558, 1666-1672                                                                          | Classé MH (1943)            |              |
| Église Saint-Martin d'Hauteville-Gondon                                         | Hauteville (73)                       | XVIIe siècle                                                                             |                             |              |
| Église Saint-Pierre-et-Saint-Clément                                            | Jarrier (73)                          | [ 68 ]                                                                                   |                             |              |
| Notre-Dame des Grâces (Chéloup)                                                 | Jarrier (73)                          | [ 69 ]                                                                                   |                             |              |
| Église Saint-Michel                                                             | Landry (73)                           | avant 1687,                                                                              |                             |              |
| ancienne église de l'Assomption-de-la-Vierge (installation de l'Espace Baroque) | Lanslebourg-Mont-Cenis (73)           | XVIe siècle, XVIIe siècle (Chœur, 1613)                                                  | (Clocher) Inscrit MH (1952) |              |
| Église Saint-André de Doucy                                                     | La Léchère (73)                       | 1680-1684 XVIIe siècle, XIXe siècle                                                      | Classé MH (1991)            |              |
| Église Saint-Pierre de Nâves-Fontaine                                           | La Léchère (73)                       | fin du XVIIe siècle                                                                      |                             |              |
| église Notre-Dame-du-Pré                                                        | Notre-Dame-du-Pré (73)                | fin du XVIIe siècle                                                                      |                             |              |
| Église Saint-Gervais-et-Saint-Protais (clocher à bulbe)                         | Mieussy (74)                          | 1702/1704                                                                                | Inscrit MH (1926)           |              |
| Église Saint-Jean-Baptiste                                                      | Montvalezan (73)                      | XVIIe siècle                                                                             |                             |              |
| Église Saint-Côme-et-Saint-Damien                                               | Montvernier (73)                      | Reconstruite en 1770                                                                     |                             |              |
| Église Sainte-Marie-Madeleine                                                   | Morzine (74)                          | Décoration                                                                               |                             |              |
| Église Saint-Maurice                                                            | Orelle (73)                           | Voûtes de 1430 et retable du maître-autel datant de 1656                                 |                             |              |
| Église Sainte-Marguerite                                                        | Orelle (73)                           | Architecture de 1661                                                                     |                             |              |
| Église Saint-André de Bellentre                                                 | La Plagne Tarentaise (73)             | ,                                                                                        |                             |              |
| Église Saint-Laurent de La Côte-d'Aime                                          | La Plagne Tarentaise (73)             | xiie siècle                                                                              |                             |              |
| Église Saint-Nicolas de Mâcot                                                   | La Plagne Tarentaise (73)             | [ 86 ]                                                                                   |                             |              |
| Église Saint-François-de-Sales de Valezan                                       | La Plagne Tarentaise (73)             | 1727-1730                                                                                |                             |              |
| Église de La Trinité                                                            | Peisey-Nancroix (73)                  | XVIIe siècle-XVIIIe siècle                                                               | Inscrit MH (1926)           |              |
| Sanctuaire de Notre-Dame des Vernettes                                          | Peisey-Nancroix (73)                  | XVIIIe siècle,                                                                           | Inscrit MH (1983)           |              |
| Église Saint-Jean-Baptiste                                                      | La Perrière (73)                      | 1718-1729,                                                                               |                             |              |
| Église Sainte-Agathe                                                            | Queige (73)                           | 1673                                                                                     |                             |              |
| Église Saint-Bon                                                                | Saint-Bon-Tarentaise (73)             | 1650-1673                                                                                | Inscrit MH (1972)           |              |
| Église Saint-Théodule de Montgellafrey                                          | Saint-François-Longchamp (73)         | Agrandie en 1698                                                                         | Inscrit MH (1994)           |              |
| Chapelle Notre-Dame-de-Beaurevers de Montaimont                                 | Saint-François-Longchamp (73)         | 1768, restaurée en 1992                                                                  |                             |              |
| Église Saint-Nicolas-de-Véroce                                                  | Saint-Gervais-les-Bains (74)          | XVIIIe (1725),                                                                           | Classé MH (2006).           |              |
| Église Saint-Jean-Baptiste                                                      | Saint-Jean-de-Belleville (73)         | Entre les XVIIe siècle et XVIIIe siècle                                                  |                             |              |
| Chapelle Notre-Dame-des-Grâces                                                  | Saint-Jean-de-Belleville (73)         | 1734-1741,                                                                               |                             |              |
| Église Saint-Martin                                                             | Saint-Martin-de-la-Porte (73)         | chœur/retable (1647-1649), nef antérieure, clocher (1664)                                |                             |              |
| Église Notre-Dame-de-l'Assomption de Beaune                                     | Saint-Michel-de-Maurienne (73)        | 1518                                                                                     |                             |              |
| Église de Saint-Nicolas                                                         | Saint-Nicolas-la-Chapelle (73)        | Après 1774                                                                               |                             |              |
| Église Saint-Oyen                                                               | Saint-Oyen (73)                       | 1701                                                                                     |                             |              |
| Église Saint-Saturnin                                                           | Saint-Sorlin-d'Arves (73)             | XVIIIe siècle, remaniée au XIXe siècle,                                                  | Inscrit MH (2004)           |              |
| Chapelle Notre-Dame-de-la-Vie des Prés Plans                                    | Saint-Sorlin-d'Arves (73)             | XVIIe siècle                                                                             |                             |              |
| Église Notre-Dame-de-l'Assomption                                               | Sainte-Marie-de-Cuines (73)           | XIe siècle, remaniée au XIXe siècle                                                      | Inscrit MH (1949),          |              |
| Église Saint-Pierre                                                             | Séez (73)                             | XIIe siècle, remaniée avant 1683,                                                        |                             |              |
| Église Saint-Jacques-d'Assyrie                                                  | Tignes (73)                           | 1950-1952 (Retable du XVIIIe siècle)                                                     |                             |              |
| Église Saint-Bernard                                                            | Val-d'Isère (73)                      | XVIIIe siècle                                                                            |                             |              |
| Église Notre-Dame-de-l'Assomption de Bramans                                    | Val-Cenis (73)                        | XVIIe siècle                                                                             |                             |              |
| Église Saint-Pierre d’Extravache (Bramans)                                      | Val-Cenis (73)                        | Remaniée après des incendies au XIVe siècle, puis 1803,                                  | Classé MH (1966)            |              |
| Église Saint-Michel de Lanslevillard                                            | Val-Cenis (73)                        | Mobilier XVIIe, XVIIIe et XIXe siècles,                                                  | Classé MH (1991)            |              |
| Chapelle Saint-Sébastien de Lanslevillard                                       | Val-Cenis (73)                        | Mobilier XVIIe, XVIIIe et XIXe siècles                                                   | Inscrit MH (1897)           |              |
| Église Saint-Étienne de Sollières                                               | Val-Cenis (73)                        | devenue église en 1627                                                                   |                             |              |
| Église Saint-Laurent de Sollières                                               | Val-Cenis (73)                        | reconstruite probablement au XVIIe siècle,                                               |                             |              |
| Église Notre-Dame-de-l'Assomption de Termignon                                  | Val-Cenis (73)                        | XVe siècle, XVIIe siècle                                                                 | Inscrit MH (1986)           |              |
| Chapelle Notre-Dame de la Visitation (Termignon)                                | Val-Cenis (73)                        | 1536                                                                                     | Classé MH (1987)            |              |
| Église Notre-Dame-de-l'Assomption                                               | Valloire (73)                         | XVIIe siècle,                                                                            | Inscrit MH (1945)           |              |
| Chapelle Saint-Jacques des Villards                                             | Valloire (73)                         | 1694                                                                                     |                             |              |
| Chapelle Notre-Dame-du-Bon-Secours de Tigny                                     | Valloire (73)                         | Après 1700                                                                               |                             |              |
| Église Saint-Pierre                                                             | Villard-sur-Doron (73)                | 1672                                                                                     |                             |              |
| Église Saint-Roch de La Gurraz                                                  | Villaroger (73)                       | début XVIIe siècle                                                                       |                             |              |
| Église Saint-Pierre du Bourget                                                  | Villarodin-Bourget (73)               | XVIIe siècle, XVIIIe siècle, puis restaurée en 1895                                      | Classé MH (1984)            |              |
| Église Saint-Julien-et-Saint-Férréol de Villarodin                              | Villarodin-Bourget (73)               | 1528, 1631 (chœur et dôme)                                                               |                             |              |

#### Ouvrages sur l'art baroque
- Jean-Paul Gay, Colette Gérôme, Christian Regat, Bernard Sache, Haute-Savoie baroque, Montmélian, Pascal Lemaître, coll. « Découverte du patrimoine », 2010, 318 p. (ISBN 978-2-84206-489-1, BNF 42335491).
- Raymond Oursel, Les chemins du sacré : Livre II - L'art sacré en Savoie, Montmélian, La Fontaine de Siloé, coll. « Les Savoisiennes », 2007, 393 p. (ISBN 978-2-84206-350-4, BNF 41413867, lire en ligne). .
- Dominique Peyre, La Savoie des retables : Trésors des églises baroques des hautes vallées, Glénat, coll. « Découverte du patrimoine », 2006, 158 p. (ISBN 978-2-7234-5645-6).
- Dominique Peyre (directeur scientifique), Savoie baroque, Montmélian, La Fontaine de Siloé, coll. « Les Savoisiennes », 1998, 262 p. (ISBN 978-2-84206-086-2).
- Dominique Richard et François Parot, Les Chemins du baroque en Savoie, Veurey, Éditions Le Dauphiné libéré, coll. « Les Patrimoines », 1996, 34 p. (ISBN 978-2-911739-01-9).
- Denis Cerclet, Les Chemins du baroque : approche anthropologique de l'art religieux des vallées de Savoie, FACIM - La Fontaine de Siloé, collection « Les Savoisiennes », Chambéry, 1994, 140 pages.
- Lucien Chavoutier, « La Savoie baroque », L'Histoire en Savoie, Société savoisienne d'histoire et d'archéologie, Chambéry, mai 1993
- Gilbert Maistre, « Le Baroque en Savoie » (dossier), Archives départementales de la Haute-Savoie, Service éducatif, Annecy, 1988.
- Lucien Chavoutier, Joseph-Siméon Favre, Jean Aubert, « La Savoie baroque », L'Histoire en Savoie, Société savoisienne d'histoire et d'archéologie, Chambéry, n° spécial, hors série, 1980, 64 pages
- Lucien Chavoutier, « L'art baroque en Savoie », L'Histoire en Savoie, Société savoisienne d'histoire et d'archéologie, Chambéry, no 36, décembre 1974, 20 pages
- L'Art populaire baroque en Savoie, Introduction de Raymond Oursel, Gardet, Annecy, 1955, 21 pages.
- Série Sur les chemins du Baroque (Fondation pour l'action culturelle internationale en montagne)
  - Marius Hudry, Fondation pour l'action culturelle internationale en montagne, En Tarentaise : sur les chemins du Baroque, vol. 2, Chambéry/Montmélian, La Fontaine de Siloé - FACIM, coll. « Les Patrimoines », 2008, 335 p. (ISBN 978-2-84206-422-8, BNF 41397277, présentation en ligne). .
  - Dominique Peyre, En Maurienne : sur les chemins du Baroque, vol. 3, La Fontaine de Siloé, coll. « Les Patrimoines », 2001, 190 p. (ISBN 978-2-84206-169-2, lire en ligne). .
  - Michelle Leroy, Geneviève de Montleau, Fondation pour l'action culturelle internationale en montagne, En Beaufortain et Val d'Arly : sur les chemins du Baroque, vol. 1, La Fontaine de Siloé, coll. « Les Patrimoines », 1999, 190 p. (ISBN 978-2-84206-108-1). .
- Série Un Art retrouvé
  - Fernand Roulier, Bernadette Lejay (collaborateur) (préf. Paul Guichonnet), Voies d'approche : Eglises et chapelles baroques du diocèse d'Annecy, t. 1, Rossat Mignot, coll. « Richesses de la Haute-Savoie / Un Art retrouvé », 2001, 190 p. (ISBN 978-2-9507720-4-6)
  - Fernand Roulier, Bernadette Lejay (collaborateur), Le Faucigny : Eglises et chapelles baroques du diocèse d'Annecy, t. 2, Rossat Mignot, coll. « Richesses de la Haute-Savoie / Un Art retrouvé », 2002, 244 p. (ISBN 978-2-9507720-5-3)
  - Fernand Roulier, Bernadette Lejay (collaborateur), Chablais et Genevois : Eglises et chapelles baroques, t. 3, Rossat Mignot, coll. « Richesses de la Haute-Savoie / Un Art retrouvé », 2002, 175 p. (ISBN 978-2-9507720-3-9)

#### Ouvrages généraux
- Roger Devos et Bernard Grosperrin, Histoire de la Savoie : La Savoie de la Réforme à la Révolution française, Rennes, Ouest France Université, 1985, 566 p., p. 367-398 - « Chapitre IV - De la renaissance au baroque ». .